# Demotores
demotores es una compañía de avisos clasificados que se dedica a la intermediación entre vendedores y compradores a la hora de comprar autos y otra clase de vehículos.
El sitio, que actualmente pertenece a la empresa Carsales, inició sus operaciones formales el 29 de agosto de 2006 en el mercado argentino y hoy opera en Argentina, México, Colombia, Chile, Brasil, Ecuador, España, Perú y Venezuela. Cuenta con 1,3 millones de publicaciones y recibe en promedio recibe 6,4 millones de visitas por mes.
Sus oficinas centrales están ubicadas en Buenos Aires, Argentina. Pero cuenta con cobertura en las principales ciudades del país como La Plata, Mar del Plata, Córdoba, Mendoza y Rosario. Además, cuenta con oficinas en Santiago de Chile, Bogotá y México DF.

## Historia
demotores.com nació  el 29 de agosto de 2006 de la mano del sitio DeRemate, uno de los portales de subastas en línea con mayor volumen de visitas en Latinoamérica. En un principio, el sitio estuvo disponible para usuarios de Argentina y Chile, pero luego se expandió a otros mercados de la región. 
En octubre de 2007 la empresa se asoció con Yahoo con el objetivo de generar otra plataforma de anuncios clasificados automotor bajo el nombre de Yahoo Autos.
En 2008, el sitio quedó en manos de Dridco, una nueva compañía nacida de la fusión entre las firmas DeRemate Inc. e Interactivos Digitales. Actualmente, DeMotores formó parte del portfolio de sitios de Dridco, que también incluye a portales como Zonajobs, Zonacitas, Zonaprop y Nexolocal.
Durante el 2016, la firma australiana de venta de autos Carsales comenzó su expansión en el mercado latinoamericano con la compra de SoloAutos en México, Webmotors en Brasil, ChileAutos en Chile y finalmente con demotores en Argentina.
Gracias a una fuerte inversión realizada, en octubre del 2018 demotores transformó su marca y presentó su campaña de branding junto con la agencia creativa "LADO C" llamada "Metete en demotores"

## Servicio
demotores es un sitio de clasificados y anuncios en línea de vehículos nuevos y usados. La publicación puede ser hecha tanto por usuarios particulares como de concesionarias de autos. Se trata de un portal intermediario, que habilita el contacto entre comprador y vendedor pero no se involucra en la transacción. Existe una opción de publicación gratuita y otras tres alternativas pagas (Standard, Destacado y Premium) con mayores recursos, nivel de exposición y duración del aviso a medida que se incrementa la tarifa.
El portal también cuenta con una aplicación móvil que funciona con dispositivos Android e iOS.